# Dut
Dut va ser un grup basc de rock alternatiu d'Hondarribia. Les seves principals influències van ser bandes de hardcore punk que van anar virant cap al post-hardcore, com BAP!, Fugazi, Helmet o Black Flag. Van publicar tres àlbums d'estudi i un disc en col·laboració amb el cantant Fermin Muguruza. Encara que el seu darrer àlbum es va publicar el 2001, Dut no es va dissoldre oficialment fins al 2008.
Després del 2001, Joseba i Galder van seguir tocant a Kuraia, mentre que Xabi va seguir exercint de músic d'estudi i d'acompanyament. L'any 2010, Galder es va integrar al grup Berri Txarrak, on va participar en els discos Haria, Denbora Da Poligraf Bakarra i Infrasoinuak com a bateria.

## Membres
- Xabi Strubell: guitarra i veu[4]
- Joseba Ponce: baix i veu
- Galder Izagirre: bateria, txalaparta i veu

### Membres anteriors
- Manex: veu i scratch
- Eneko: guitarra i cors

## Discografia
- Dut (Esan Ozenki, 1995)
- At (Esan Ozenki, 1996)
- Askatu Korapiloa (Esan Ozenki, 2000)

Fermin Muguruza eta Dut
- Ireki Ateak (Esan Ozenki, 1997)[5]